# 杰克·施特罗明格
杰克·莱昂纳德·施特罗明格（英語：Jack Leonard Strominger，1925年8月7日—），美国免疫学家，哈佛大学教授。施特罗明格的主要工作是阐明人体免疫反应的分子免疫学基础。主要的研究领域的主要组织相容性复合体的蛋白质结构和功能。1995年获拉斯克基础医学研究奖，1999年获日本国际奖。

## 简历
施特罗明格出生在纽约市。他曾就读于哈佛大学，1944年获得心理学学位。1948年获得耶鲁医学院医学博士学位，并在华盛顿大学医学院任教。他于1964-68年在威斯康星大学麦迪逊分校任教。1968年入职哈佛大学，并于1974 年成为Dana-Farber癌症研究所研究员。
施特罗明格1968年获得首届微生物学奖。1969年获美国成就学院金盘奖。1970年入选美国国家科学院院士。1999年获得日本奖。
杰克是物理学家安德鲁·施特罗明格和伊桑·施特罗明格的父亲。